# مبارك الزوير
مبارك حمد هادي الزوير (1927 - 4 يونيو 2022)؛ نائب سابق في مجلس الأمة الكويتي.

## حياته السياسية
شارك في انتخابات مجلس الأمة الكويتي عام 1985 كمستقل وفاز بالعضوية عن الدائرة الرابعة والعشرين - الفحيحيل، وحصل على 1,046 صوت وحقق المركز الأول، مارس مهنة الغوص وأصبح نوخذة وعمل في شركة نفط الكويت ودائرة الأشغال العامة، وأمين مستوصف في منطقة الشعيبة والمسؤول الإداري عن مستوصفات المنطقة العاشرة (جنوب الكويت)، وعُيِّن عضوًا في مجلس محافظة الأحمدي عام 1989.

## مواقفه في مجلس الأمة
| الكتل                                                 | مستقل - قبلي              |
| اللجان                                                | التشريعية                 |
| الحركة الدستورية (32 نواب سابقين) (1989)              | لا ينتمي إلى الحركة       |
| الاستجوابات (1986)                                    | لم يقدم استجوابا          |
| قانون حق الانتخاب للمتجنسين (1986)                    | صوت علي القانون بالموافقة |
| تعديل المادة الأولى من قانون المحكمة الدستورية (1986) | غير موجود                 |
| استجواب سلمان الدعيج (1985)                           | لا موقف                   |

## وفاته
تُوفي مبارك الزوير يوم السبت الموافق 4 يونيو 2022 عن خمسةٍ وتسعين عامًا.